# Placotrochus laevis
Placotrochus laevis är en korallart som beskrevs av Milne Edwards och Jules Haime 1848. Den ingår i släktet Placotrochus, och familjen Flabellidae. Arten förekommer i de tropiska delarna av Indiska oceanen, i den så kallade indo-pacifiska regionen. Inga underarter finns listade.